# Jay Naidoo
 (janvier 2014).
Si vous disposez d'ouvrages ou d'articles de référence ou si vous connaissez des sites web de qualité traitant du thème abordé ici, merci de compléter l'article en donnant les références utiles à sa vérifiabilité et en les liant à la section « Notes et références ».
Jay Naidoo, né Jayaseelan Jay Naidoo, le 20 décembre 1954, est un homme politique sud-africain, membre du congrès national africain et ancien ministre. 
Il est le président du conseil d'administration et président du Conseil de partenariat de l'Alliance mondiale pour une meilleure nutrition (GAIN) dont le siège est à Genève. 

## Biographie
Né en 1954, il étudie à l'Université de Durban-Westville où il obtient un baccalauréat es sciences. Ses études en médecine sont interrompues par la tourmente politique de l'époque et devient militant anti-apartheid au sein de l'Organisation des étudiants sud-africain, interdit en 1977, après la mort de son chef, Steve Biko. Naidoo devient organisateur communautaire et rejoint la Fédération des syndicats d'Afrique du Sud en tant que bénévole en 1979. Il est ensuite secrétaire général de la Allied Workers Union (SFAWU) puis, de 1985 à 1993, secrétaire général du Congrès des syndicats sud-africains.
De 1994 à 1996, il est ministre responsable du Programme de reconstruction et de développement dans le bureau du président Nelson Mandela puis de 1996 à 1999, ministre de la Poste, des Télécommunications et de radiodiffusion. 
De 2001 à 2010, Jay Naidoo est le président de la Banque de développement d'Afrique australe (DBSA), l'institution de financement du développement de l'infrastructure dans la région de la SADC. De 2003 à 2010, il a été vice-président et administrateur de Lovelife, une organisation non gouvernementale en lutte par l'éducation contre la propagation du  VIH/SIDA.
Il est le fondateur de la branche de développement social d'une société d'investissement et de gestion, J & J Group et a rejoint le conseil d'administration de la Fondation Mo Ibrahim, créé pour promouvoir le développement de l'Afrique en mettant l'accent sur la promotion de la bonne gouvernance. Il agit à titre consultatif pour un certain nombre d'organisations internationales, y compris la Commission du haut débit de l'Union internationale des télécommunications (UIT) et Organisation des Nations unies pour l'éducation, la science et la culture (UNESCO) et le plomb Comité du SGNU sur la nutrition. Il est le patron de Scatterlings of Africa, une fondation paléontologique reliant les sites archéologiques à travers l'Afrique. 

## Récompenses et distinctions
Chevalier de la Légion d'honneur, il a reçu le prix Ellen Kuzwayo de l'université de Johannesbourg, décerné en Novembre 2012, ainsi qu'un doctorat honorifique en génie et environnement de l'Université de Technologie de Durban, décerné Septembre 2013.